# عثمان بن سيار
عثمان بن سيّار المحارب (10 يناير 1930 - 30 مارس 2011) (10 شعبان 1348 - 25 ربيع الآخر 1432) شاعر سعودي. ولد في مدينة المجمعة ودرس فيها ثم في مدرسة دار التوحيد في الطائف، ثم التحق بكلية الشريعة في مكة، وبعد تخرّجه عيّن مدرّسًا في معهد الأحساء، وبعده مفتّشًا في إدارة الكليات والمعاهد العلمية. عمل موظفاً في سلك التعليم بالسعودية، قبل أن ينتقل إلى المغرب ليعمل في مكتبة الملك عبد العزيز فيها (مؤسسة الملك عبد العزيز آل سعود للدراسات الإسلامية والعلوم الإنسانية حاليًا)، فتزوج وعاش هناك بعد تقاعده حتى وفاته. غلبت عليه النزعة القومية العربية وله دواوين شعر مطبوعة.

## سيرته
هو عثمان بن سيار بن عثمان بن حمد بن فليّح بن حفير بن سيّار بن شقير المحارب. وأسرة آل المحارب في المجمعة من بني خالد وهم عشيرة تنتسب إلى بني مخزوم من العدنانية. والدته هي سارة بنت عبد الله بن محمد بن سليمان الركبان من قبيلة باهلة في المجمعة. ولد عثمان بن سيار في حي الحزم بالمجمعة فجر يوم 10 شعبان 1348 / 10 يناير 1930 ونشأ فيها في عائلة فقيرة ووالده فلّاح أمي وكذلك والدته كانت أميّة، وهو ابن البكر لهم.

### سنواته الأولى وتعليمه
تلقى تعلّمه الأول في كتّاب المجمعة، فتعلّم القراءة والكتابة في كتّاب أحمد الصانع (المتوفي 1357هـ)، ثم انتقل إلى مدرسة أهلية أنشأها عثمان بن ناصر الصالح، ثم في مدرسة نظامية وهي المدرسة السعودية الابتدائية. وفي عام 1364 هـ/ 1945 م سافر إلى الطائف للدارسة في دار التوحيد. وفي دار التوحيد درس المرحلة المتوسطة والثانوية ونال شهادتها عام 1369 هـ/ 1950 م ثم التحق بكلية الشريعة بمكة، وتخرج فيها عام 1373 هـ/ 1953 م ثم سافر إلى القاهرة وحصل على دبلوم الدراسات اللغوية والأدبية من معهد البحوث والدراسات العربية في عام 1383 هـ/ 1963 م.

### مهنته وعمله
في مطلع عام 1374 هـ/ 1955م وبعد إنهاء دراسته في كلية الشريعة‌، عمل مدرسًا في معهد الأحساء ثم نقل إلى التدريس في معهد المجمعة في 1377 هـ/ 1958 م. ثم عُيّن مديرًا لمعهد شقراء في 1378 هـ /1959 م، وفي هذا العام نقل إلى التفتيش في إدارة الكليات والمعاهد العلمية. حتى أصحبت جامعة الإمام محمد بن سعود الإسلامية ثم عُيّن مستشارًا لمديرها. وبعد خمسة عشر عامًا انتقل إلى وظيفة في المكتب الثقافي للحرس الوطني في لندن وبقي هناك حتى تقاعد. ثم حصل على تمديد خدمته ست سنوات، نُقِل في بدايتها إلى وظيفة الأمين العام لمكتبة الملك عبد الله بن عبد العزيز بالدار البيضاء (مؤسسة الملك عبد العزيز آل سعود للدراسات الإسلامية والعلوم الإنسانية حاليًا) في المغرب، ثم مديرًا لمكتب المجاهدين هناك حتى أُحيل للتقاعد.

## حياته الشخصية
تزوج عثمان بن سيار مرتين، فكان زواجه الأول من سعودية في عام 1378 هـ/ 1958 م ثم طلقها بعد أنجبت ابنتين هما سهام وسلطانة، وفي عام 1975 م سافر عثمان سيّار للمغرب وتزوج مغربية وهي فاطنة المنصوري، لم ينجب منها. في 1980 م. انتقل للعمل في المغرب واستقر هناك وسكن بها منذ ثلاثين عامًا وكان يأتي لزيارة عائلته في الرياض كل عام. حالته الصحية ساءت في صيف عام 1424 هـ/ 2003 م، إثر جلطة أثّرت في ذاكرته وأضعفت جسده.

## وفاته
توفي عثمان بن سيار في المغرب في 30 مارس 2011/ 25 ربيع الآخر 1432 ووصل جثمانه إلى الرياض في 2 أبريل/ 28 ربيع الآخر، وتمت الصلاة عليه في جامع الملك خالد في أم الحمام.

## شعره
حافظ في شعره على الشكل التقليدي للقصيدة العربية، وتناول شعره موضوعات عدة، كان أبرزها الشعر القومي والحب العذري. نشر كثيرًا من شعره في الصحف والمجلات المحلية‌ والعربية‌ وكان يوقعه غالبًا باسم مستعار وهو عميد. وصفه إميل يعقوب «شعره جيّد، نحا فيه نحو الأقدمين شكلًا وغلبت عليه النزعة القومية العربية مضمونًا.» وقد يجسّد عثمان ابن سيّار في شعره حمله أكثر مما يجسّد حياته الواقعية‌ «فيكون شعره قناعًا يخفي خلفه حقيقية شخصيته، أو صورة للحياة التي يريد الشار أن يفر منها».

## مؤلفاته
- ترانيم واله، 1960م، يضم اثنتين وأربعين قصيدة.
- إنه الحبّ، 1982م، يضم ثمانيًا وستين قصيدة.
- بين فجر وغسق، 1990 يضم ثلاثًا وسبعين قصيدة.
- خمسة أبيات، 1997م، يضم مقطوعات شعرية من خمسة أبيات، بلغ عددها مئة وتسعًا وثلاثين مقطوعة.
- البقايا، مخطوط، وهو ديوان يضم قصائده قديمة.

قد نالت الطالبة الأدبيّة السعوديّة مشاعل بنت محمد آل مشاري في 2010، درجة الماجستير من قسم الأدب في جامعة الإمام محمد بن سعود الإسلامية عن بحثها شعر عثمان بن سيار: اتجاهات الرؤية وجماليات الأداء. وفي العام نفسه نشر مفرح بن إدريس أحمد سيد، عن طريق مركز النشر العلمي في جامعة الملك عبد العزيز، بحثاً بعنوان الغزل في شعر عثمان بن سيّار: اتجاهاته وخصائصه الفنية.